# Ryan Clark
Ryan James "Whippet" Clark es un actor y salvavidas australiano, conocido por haber interpretado a Sam Marshall en la serie Home and Away y por aparecer como salvavidas en la serie Bondi Rescue.

## Biografía
Ryan tiene un hermano mayor, una hermana mayor y una hermana menor.
Desde el 2004 Ryan ha trabajado como salvavidas con Waverley Council.
En el 2012 se casó con Gina Brackenridge, la pareja tiene un hijo llamado Nixon Clark.

## Carrera
El 3 de abril de 1991 y con solo ocho años se unió al elenco de la popular serie australiana Home and Away donde interpretó a Sam Marshall, el hijo de Greg Marshall y adoptivo de Bobby Marshall hasta el 2001 luego de que su personaje decidiera irse para competir en el surf. Ryan regresó como invitado a la serie en el 2002 y el 2005.
En el 2000 obtuvo un pequeño papel en la película Our Lips Are Sealed donde interpretó al surfista Pete.
Desde el 2007 aparece en el programa Bondi Rescue una programa de televisión que trata sobre los socorristas municipales que patrullan las playas de Bondi, Tamarama y Bronte, en el programa Ryan es conocido como "Whippet".
En el 2008 interpretó a Dean en la película The Black Balloon junto a los actores Rhys Wakefield, Luke Ford, Toni Collette y Erik Thomson.

## Filmografía

### Salvavidas
| Año             | Programa     | Notas        |
| --------------- | ------------ | ------------ |
| 2007 - presente | Bondi Rescue | 75 episodios |

### Series de televisión
| Año                     | Serie             | Personaje       | Notas           |
| ----------------------- | ----------------- | --------------- | --------------- |
| 1991 - 2001, 2002, 2005 | Home and Away     | Sam Marshall    | 312 episodios   |
| 2003                    | White Collar Blue | Michael Spencer | episodio # 2.11 |

### Películas
| Año  | Título              | Personaje | Notas                                                                                        |
| ---- | ------------------- | --------- | -------------------------------------------------------------------------------------------- |
| 2008 | The Black Balloon   | Dean      | junto a Rhys Wakefield, Luke Ford, Toni Collette, Erik Thomson, Anthony Phelan & Henry Nixon |
| 2000 | Our Lips Are Sealed | Pete      | junto a Mary-Kate Olsen, Ashley Olsen, Jim Meskimen & Richard Carter                         |

### Asistente
| Año  | Película        | Notas               |
| ---- | --------------- | ------------------- |
| 2001 | Wendigo         | asistente de sonido |
| 2000 | Happy Accidents | asistente de sonido |